# Егон Кепш
Егон Кепш (нім. Egon Koepsch; 27 жовтня 1891 — 26 листопада 1976) — німецький льотчик-ас, лейтенант Імперської армії.

## Біографія
Учасник Першої світової війни. 2 жовтня 1917 року вступив в 4-ту винищувальну ескадрилью, де служив до кінця війни, крім короткого періоду з 20 жовтня по 4 листопада 1918 року, коли він був відряджений в 11-ту винищувальну ескадрилью виконувати обов'язки її командира.
Кепш хдобув 9 перемог, у тому числі дві над британськими асами: 23 квітня 1918 року він збив капітана Кеннета Джуніора з 56-ї ескадрильї, кавалера Воєнного хреста, який мав 8 перемог і загинув, а 5 вересня — капітана Джона Дойла з 60-ї ескадрильї, кавалера хреста «За видатні льотні заслуги», з 9 перемогами, який був поранений та потрапив у полон. В 1930-х роках Дойл написав кілька статей, що містять спогади про його льотну кар'єру. Зокрема, він писав, що німецький пілот, який збив його, продовжував обстрілювати його і на землі, а коли приземлився поруч, сказав, що в цьому бою був збитий його друг, яким міг бути лейтенант Йоахім фон Вінтерфельд, що загинув саме в цій сутичці.